# 上長美菜
上長 美菜（うえなが みな、1996年3月14日 - ）は、日本の女子バスケットボール選手である。ポジションはシューティングガード。Wリーグの山梨クィーンビーズ所属。

## 来歴
広島県出身。
広島皆実高校でウィンターカップベスト8、大阪体大でもインカレベスト8となる。
卒業後の2018年、アイシン・エィ・ダブリュ ウィングス（当時）に加入。
2023年シーズンには3ポイント成功率41.1%を記録し、オールスターゲームにも出場、2024年シーズンより山梨クィーンビーズへの移籍が決まる。